# Diadromus japonicus
Diadromus japonicus là một loài tò vò trong họ Ichneumonidae.